# Buchanan (Georgie)
Buchanan je město v Haralson County, v Georgii, ve Spojených státech amerických. V roce 2011 žilo ve městě 1104 obyvatel.

## Demografie
Podle sčítání lidí v roce 2000 žilo ve městě 941 obyvatel, 345 domácností a 221 rodin. V roce 2011 žilo ve městě 532 mužů (48,2%), a 572 žen (51,8%). Průměrný věk obyvatele je 37 let.